# Opisthograptis crataegaria
Opisthograptis crataegaria là một loài bướm đêm trong họ Geometridae.